# Albemarle
Albemarle é uma cidade localizada no estado norte-americano de Carolina do Norte, no Condado de Stanly.
É a cidade natal da cantora country Kellie Pickler.

## Demografia
Segundo o censo norte-americano de 2000, a sua população era de 15.680 habitantes.
Em 2006 foi estimada uma população de 15.414, um decréscimo de 266 (-1.7%).

## Geografia
De acordo com o United States Census Bureau, a localidade tem uma área de 40,8 km², dos quais 40,6 km² cobertos por terra e 0,2 km² cobertos por água. Albemarle localiza-se a aproximadamente 174 m acima do nível do mar.

## Localidades na vizinhança
O diagrama seguinte representa as localidades num raio de 20 km ao redor de Albemarle.